# Saimiri sciureus
Il saimiri  o crisotrice o scimmia scoiattolo (Saimiri sciureus (Linnaeus, 1758)) è un primate platirrino della famiglia dei Cebidi. 

## Distribuzione
Con quattro sottospecie (Saimiri sciureus albigena, Saimiri sciureus cassiquiarensis, Saimiri sciureus macrodon e Saimiri sciureus sciureus) vive nella maggior parte del Sudamerica tropicale, dal Venezuela all'Argentina settentrionale, fatta eccezione per la foresta atlantica del Brasile sud-orientale.

## Descrizione

### Dimensioni
Misura circa 50 cm di lunghezza, di cui più della metà spetta alla lunga coda (almeno 15 cm in più del corpo), per un peso di poco meno di 1 kg.

### Aspetto

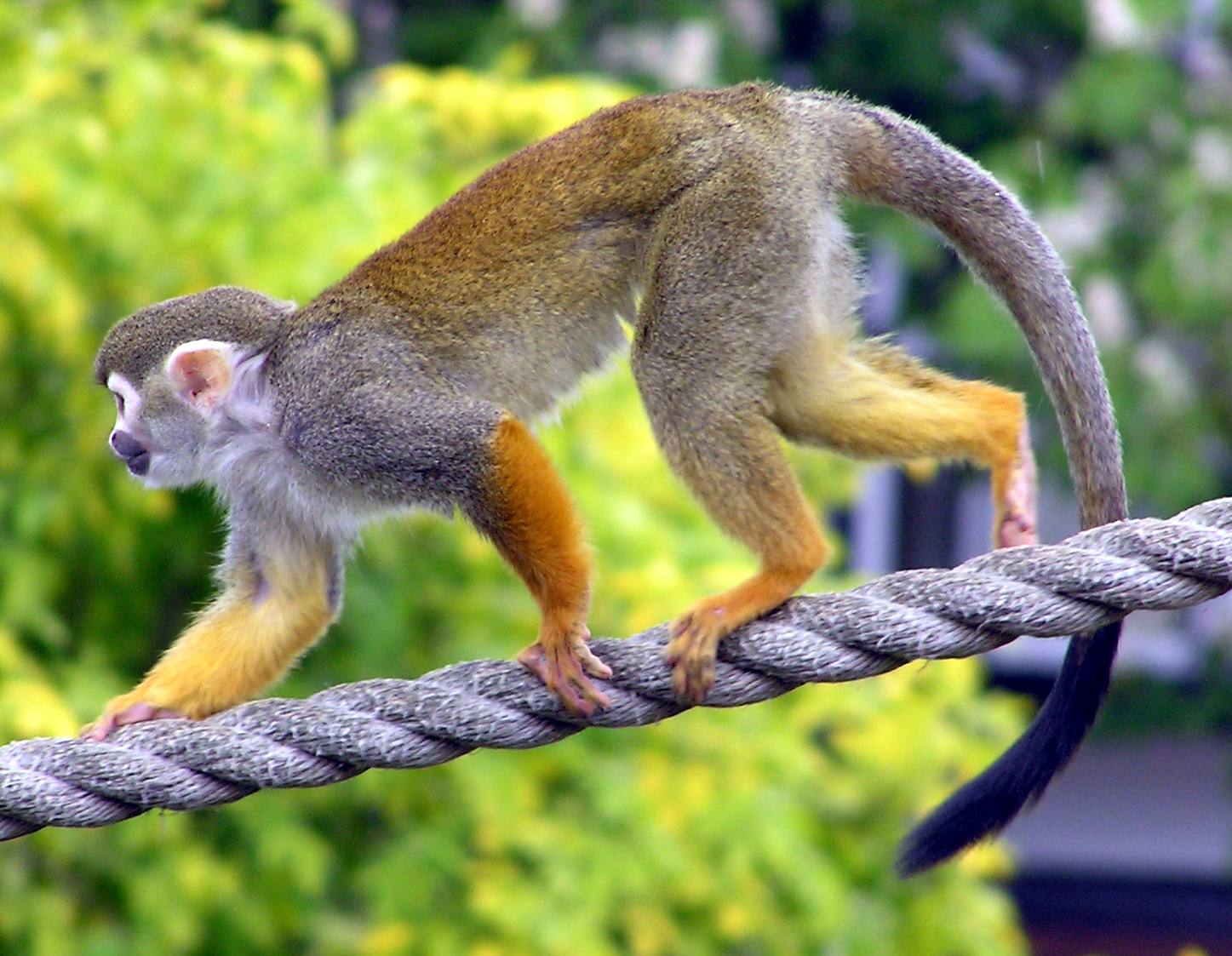
Un esemplare in cattività.

Il pelo è corto e folto, di colore verde oliva sul corpo e giallo-arancio su arti, ventre e coda. Quest'ultima non è prensile e quando l'animale è a riposo viene arrotolata attorno al corpo e piegata su una spalla. Il corpo è magro e slanciato, con una grossa testa nerastra sulla quale spicca una mascherina bianca che incornicia occhi e muso, di colore nero. Anche il petto è più o meno bianco, a seconda della sottospecie, anche se sussistono differenze individuali.

### Dimorfismo sessuale
Il maschio possiede canini superiori più grandi ed affilati.

## Biologia
Si tratta di animali diurni ed arboricoli: vivono in gruppi che contano fino a 300 individui, che al di fuori della stagione degli amori sono solitamente divisi in sottogruppi in base all'età ed al sesso dei vari esemplari. I gruppi mostrano una gerarchia matriarcale: nei sottogruppi è altresì presente una rigida gerarchia determinata in base a furiosi combattimenti, al termine dei quali il perdente mostra sottomissione e spesso il vincitore urina sullo sconfitto e mima con lui una copula. I vari gruppi si muovono nell'ambito di un proprio territorio che tuttavia non delimitano né difendono: pur tendendo i vari gruppi ad evitarsi fra loro, può capitare di osservare due o più gruppi muoversi assieme alla ricerca di cibo, per poi separarsi una volta trovatolo.
Spesso forma gruppi interspecifici con altri primati tra cui Cebus apella, Cebus olivaceus, Cebus albifrons, Cacajao calvus e Cacajao melanocephalus. 

### Alimentazione
Questi animali si nutrono principalmente di frutta ed insetti: passano alla ricerca di cibo più del 75% delle ore di attività, in particolare le prime ore della giornata vengono passate a nutrirsi di frutta ed il resto della giornata alla ricerca di insetti. Qualora queste due fonti di cibo vengano a scarseggiare, le loro attenzioni vengono dirottate su uova, foglie, fiori, semi e piccoli vertebrati.

### Riproduzione
La stagione riproduttiva cade fra settembre e novembre: le femmine sincronizzano il loro estro, che dura circa tre giorni nell'ambito di un ciclo di tre settimane, in modo da poter partorire tutte assieme durante la stagione delle piogge, quando il cibo è più abbondante.

I maschi e le femmine si accoppiano promiscuamente gli uni con gli altri, pur battendosi duramente per determinare una gerarchia in base al quale il maschio dominante è quello con maggiore forza fisica per battere tutti gli altri e maggiore prestanza per accoppiarsi col maggior numero di femmine possibile.

La gestazione dura circa cinque mesi e mezzo, al termine dei quali viene dato alla luce un unico cucciolo: fra le scimmie scoiattolo è comune il fenomeno dell'affido dei cuccioli, ossia la femmina lascia volentieri il cucciolo per brevi periodi di tempo ad altre femmine, le quali possono giocare col cucciolo, portarlo in giro ed anche allattarlo. I cuccioli vengono svezzati a sei mesi e divengono indipendenti ad un anno: a questo punto, i maschi e le femmine si uniscono a dei sottogruppi di giovani ancora immaturi sessualmente fino a quando non raggiungono la maturità sessuale, ossia a due anni e mezzo nelle femmine ed a quattro anni nei maschi. A questo punto, è assai raro che gli animali lascino il proprio gruppo per raggiungerne di nuovi, dove dovrebbero lottare a lungo per definire la propria posizione nell'ambito della gerarchia, ma sia maschi che femmine sono soliti restare nel gruppo natio.
In natura, raramente vivono oltre i 15 anni: in cattività invece non è raro che vivano il doppio ed anche di più.